# Llista de Creus de Sant Jordi/1981
Informació actualitzada per un bot. Els canvis manuals es perdran quan s'actualitzi!
| Persona                            | Wikidata  | Descripció                                    | Ocupació | Imatge |
| ---------------------------------- | --------- | --------------------------------------------- | --- | ------ |
| Lluís Llach i Grande               | Q7999     | cantautor català                              | cantautor escriptor polític productor discogràfic activista polític artista d'estudi                        |        |
| Lola Anglada                       | Q459343   | escriptora i dibuixant catalana (1892-1984)   | escriptor autor de còmic pintor il·lustrador dibuixant col·leccionista                                      |        |
| Joan Triadú i Font                 | Q472979   | escriptor, professor i crític literari català | escriptor pedagog crític d'art assagista activista cultural crític literari historiador professor de català |        |
| Moisès Broggi i Vallès             | Q545987   | metge i escriptor català                      | escriptor cirurgià polític                                                                                  |        |
| Tomàs Garcés i Miravet             | Q2917669  | Poeta, advocat i editor català (1901-1993)    | poeta escriptor advocat editor traductor                                                                    |        |
| Josep Maria de Casacuberta i Roger | Q3184115  | editor català                                 | editor empresari filòleg romanista                                                                          |        |
| Agustí Bartra i Lleonart           | Q3324600  | escriptor català                              | poeta escriptor traductor                                                                                   |        |
| Ramon Aramon i Serra               | Q3418516  | filòleg català                                | filòleg lingüista professor d'universitat escriptor romanista                                               |        |
| Lluís Solé i Sabarís               | Q6662901  | geògraf i geòleg català                       | geògraf geòleg professor d'universitat                                                                      |        |
| Antoni Cumella i Serret            | Q8201051  |                                               | ceramista escultor                                                                                          |        |
| Marià Manent i Cisa                | Q9029244  | poeta català                                  | poeta escriptor traductor crític literari                                                                   |        |
| Raimon Noguera i de Guzman         | Q9065976  | jurista català                                | jurista arxiver advocat notari                                                                              |        |
| Josep Mainar i Pons                | Q11928645 |                                               | historiador de l'art historiador etnòleg                                                                    |        |
| Josep Riba i Ortínez               | Q11928885 | empresari espanyol                            | empresari                                                                                                   |        |
| Victorià Muñoz i Oms               | Q11954698 | enginyer català                               | enginyer de camins                                                                                          |        |
| Enric Bagué i Garriga              | Q16173450 |                                               | empresari historiador editor                                                                                |        |
| Antoni Bergós i Massó              | Q16176926 |                                               | jurista enginyer polític advocat                                                                            |        |
| Ramon Faus i Esteve                | Q19256638 | notari i professor universitari català        | jurista catedràtic                                                                                          |        |
| Eusebi Güell i Jover               | Q19290636 | noble i empresari català                      | empresari                                                                                                   |        |